# Zbrojovka Brno (2004)
Zbrojovka Brno (založená v roce 2004 jako Brno Rifles a v roce 2010 přejmenovaná na současný název) je sesterská společnost České zbrojovky Uherský brod. Její majitel je česká společnost EXIMAT.
Společnost se snaží navázat na tradici brněnské zbrojní výroby. V září 2006 nakoupila stroje a později i haly zkrachovalé Zbrojovky Brno v Zábrdovicích. Vyrábět v nich začala v roce 2007. V posledním srpnovém týdnu roku 2007 byl dodán tisící kus od zahájení výroby.

## Výroba
Společnost se zabývá výrobou brokovnic, kulobroků, kulových kozlic a jednoranných zalamovacích kulovnic.
Kozlice:
- BO 801
- BO 802
- BO 803
- BRNO EFFECT - jednoranná zalamovací kulovnice